# أرز أسود (طبق)
الأرز الأسود (بالنسبة للنطق: [aˈrɔz ˈneɣɾe]، الإسبانية: اروز نيغرو). وهي طبق للكاتالونية (أو الحبار) والأرز، مشابهة إلى حد ما إلى ما يسميه البعض نيجرو؛ نيجرو المأكولات البحرية.
الأسود نيجرو ولكنه تقليديا لا يطلق عليه نيجرو حتى ولو أنها مماثلة لها.
يجب الأ يخلط (Arròs negre)الأسود الأرز، مع عدة أصناف من الأرز الإرث التي تسبب لون داكن بطبيعة الحال.
الوصفة التقليدية لهذا الطبق تستدعي: الحبّار، الأرز الأبيض، الثوم، فلفل الكوبانيل الأخضر، الفلفل الحلو الحلو، زيت الزيتون والمرق. ومع ذلك، فإن العديد من الطهاة يضيفون المأكولات البحرية الأخرى أيضًا، مثل السلطعون والروبيان، وبالنسبة للون الداكن للطبق يأتي من حبر الحبار الذي يعزز أيضًا نكهة المأكولات البحرية.
بالإضافة إلى فالنسيا وكاتالونيا، هذا الطبق شائع في كوبا وبورتوريكو حيث يعرف في كل من الجزر باسم arroz con calamares («الأرز مع الحبار» بالإسبانية)
أمّا بالفلبين يعتبر نوعًا فرعيًا من التكيّف الفلبيني للباييلا، ويعرف باسم الباييلا نيغرا (paella negra).
```
يقدم النبيذ («النودلز السوداء» في الكاتالونية)وهو يختلف في طبيعة الحال يصنع من المعكرونة بدلاً من الأرز وعادة ما يتم تقديمه مع aioli.
[
6
]
[
7
]
```